# Tidenhub

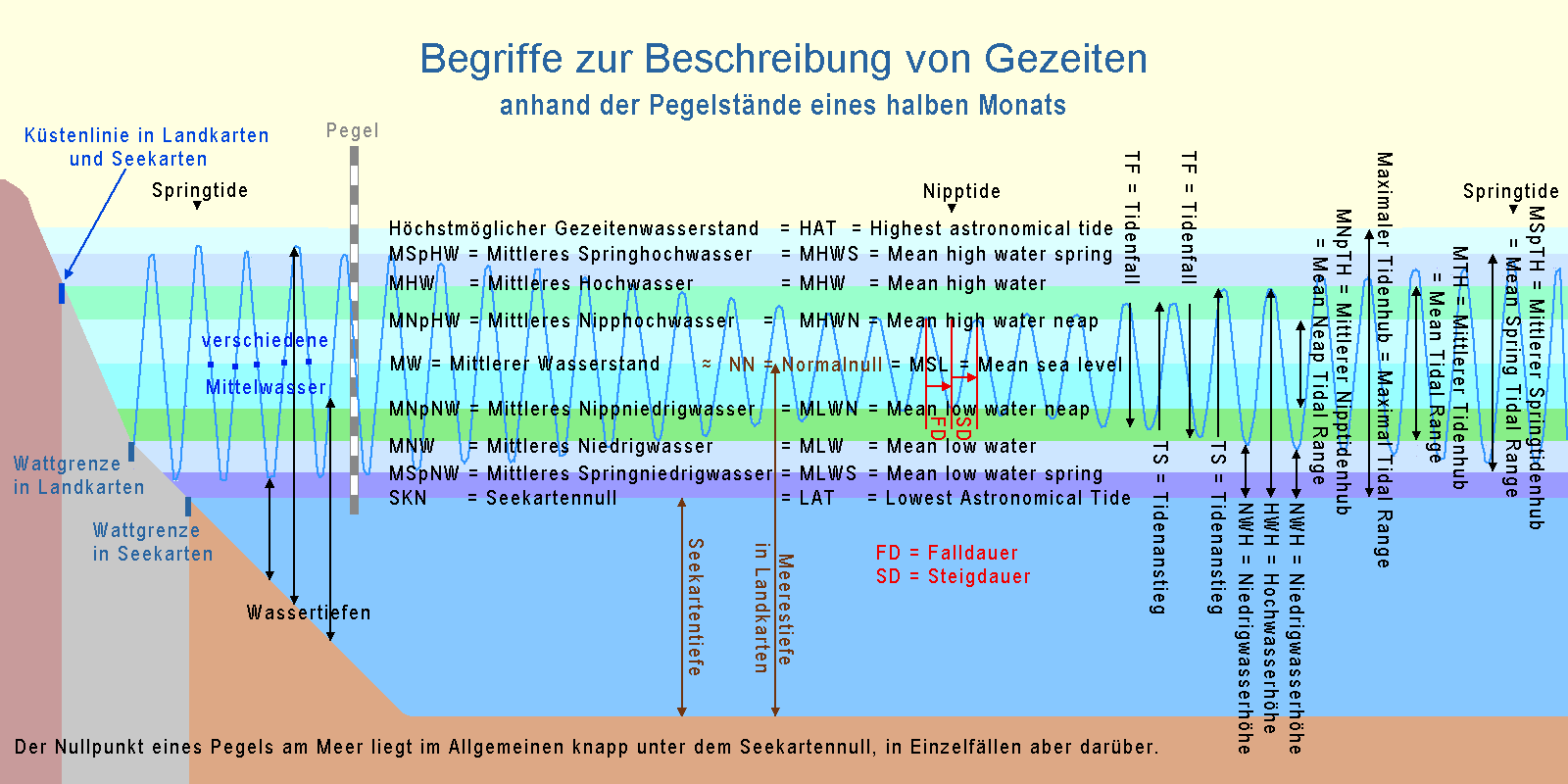
Gezeitenbegriffe (TS, TF, SKN, Springtide, Nipptide, HWH, NWH,…)

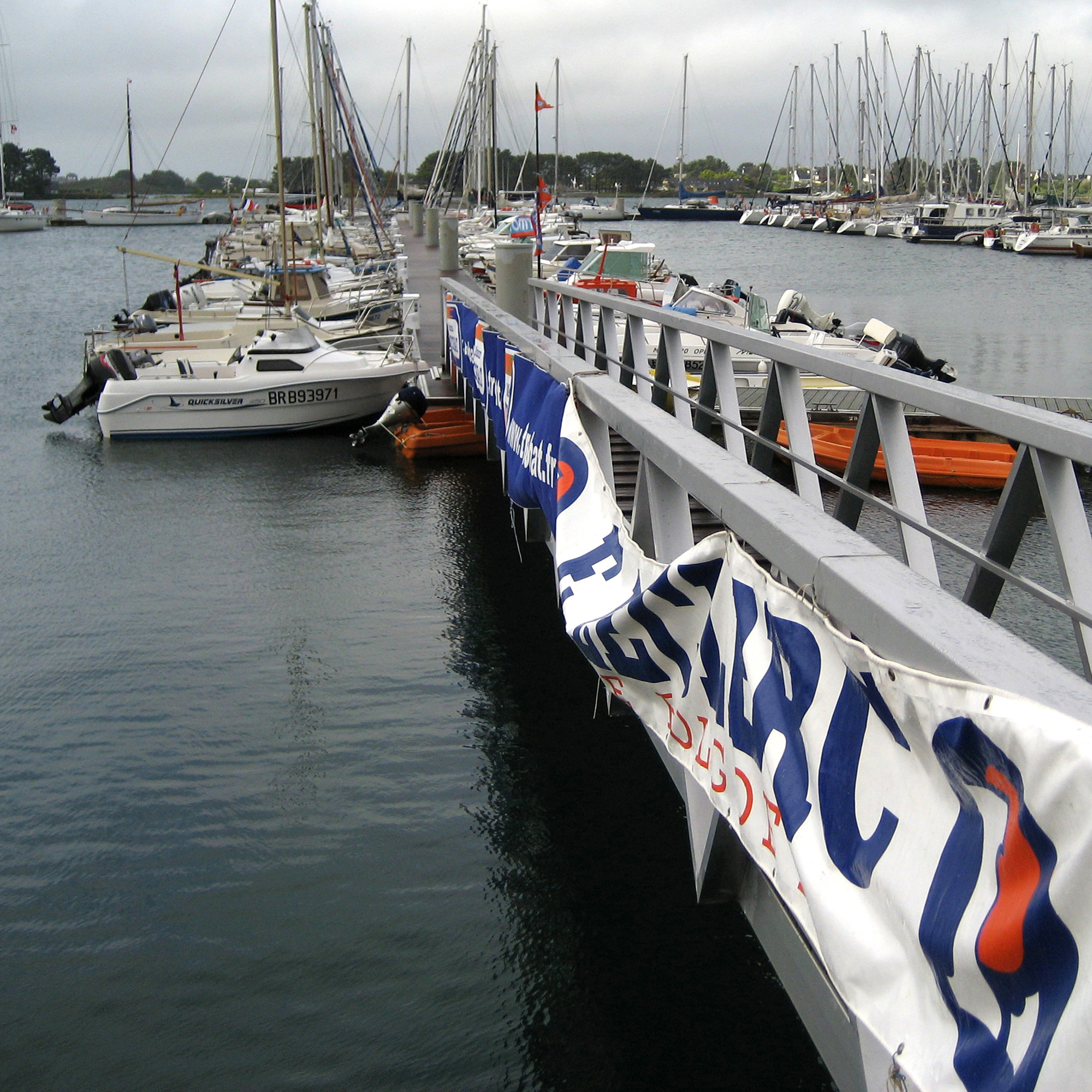
… und bei Hochwasser

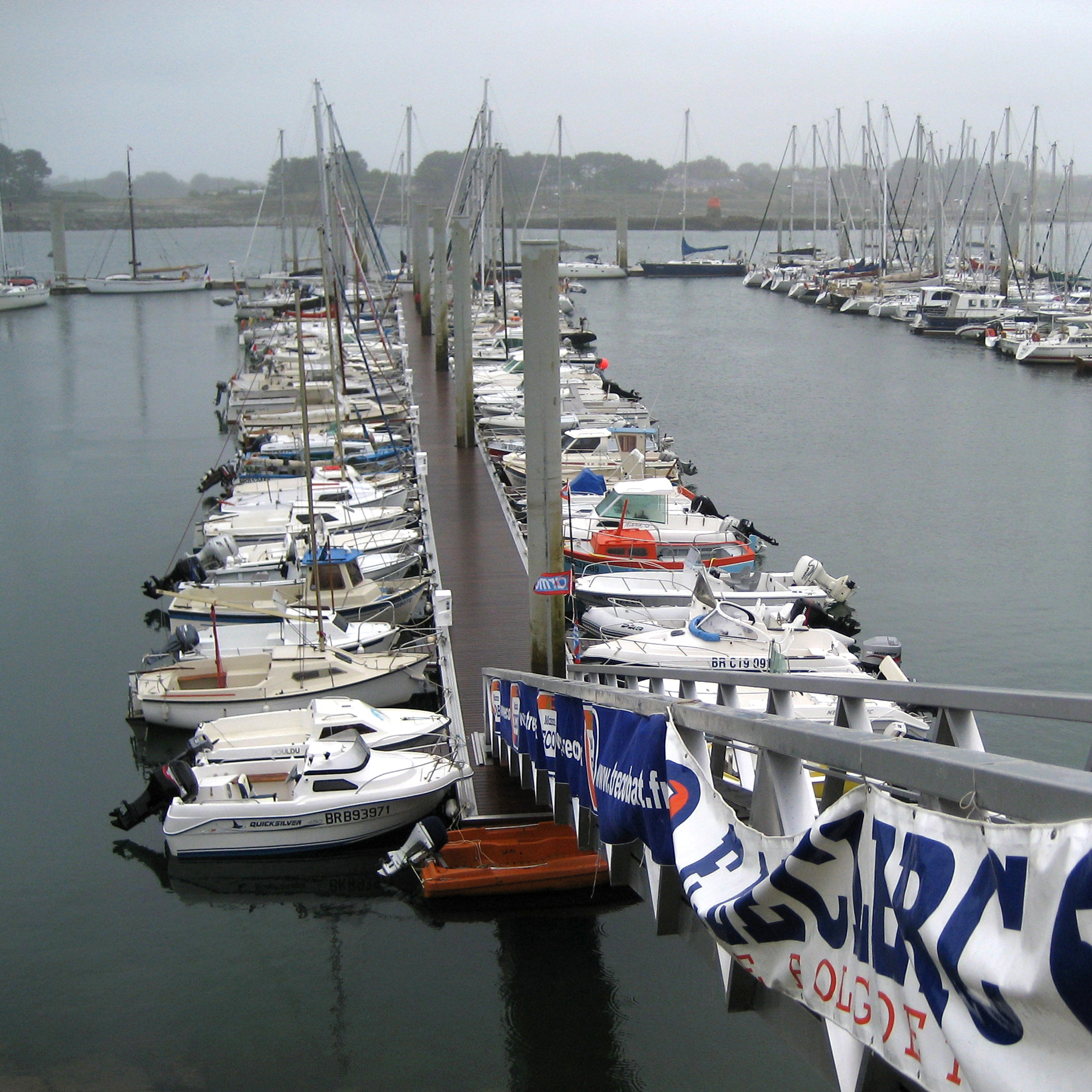
Tidenhub an der Nordküste der Bretagne (L’Aberwrac’h): Schwimmsteg bei Niedrigwasser …

Der Tidenhub oder Tidehub (ndd. Tide, tied = Zeit) gibt das Ausmaß von gezeitenabhängigen Hebungen (Flut) und Senkungen (Ebbe) des Wasserstandes an. Tidenhub ist der Unterschied zwischen dem unteren (Niedrigwasser, NW) und oberen Pegelstand (Hochwasser, HW). Aus Tidenstieg (TS) und Tidenfall (TF) ergibt sich der Tidenhub als arithmetisches Mittel. Wichtig ist, dass man beim Tidenhub nicht von einer Amplitude spricht. Diese würde nur die Auslenkung vom Nullwert (also hier vom Mean Sea Level) messen und wäre damit nur der halbe Tidenhub. Bleibt man bei der Analogie zu einer Sinusschwingung, so entspricht der Tidenhub vielmehr dem Spitze-Tal-Wert.
Als Referenzniveau für die Angabe der Pegelstände von HW und NW ist neben die jeweilige amtliche Bezugshöhe in den letzten Jahren das Seekartennull (SKN) getreten; hierdurch werden die Angaben von Tidenstieg oder Tidenfall jedoch nicht verändert, da es sich um Differenzen handelt.

## Einflussfaktoren

### Mond und Sonne
Da die Gezeiten von der Stellung des Mondes und der Sonne zur Erde abhängen, ändert sich die Abfolge von Hoch- und Niedrigwasser, die Tidenkurve, in einer von den Mondphasen abhängigen Periode. Der Zeitabstand zweier aufeinander folgender Hochwasser beträgt etwa 12 h 25 min, so dass sich die Uhrzeiten von Hochwasser und Niedrigwasser von Tag zu Tag verschieben. Auch der Tidenhub ändert sich. Dabei nennt man das Maximum Springtide, das  Minimum Nipptide.

### Wind
Außer den Gezeiten beeinflussen Windrichtung und Windstärke den realen mittleren Wasserstand und damit auch Hochwasserhöhe (HWH) und Niedrigwasserhöhe (NWH). Besonders bedrohlich ist, wenn eine Sturmflut mit einer Springtide zusammenfällt.

### Küstenform und Meeresboden
Beträchtlichen Einfluss auf die Gezeiten hat die Geomorphologie der Meere und ihrer Küsten. So beträgt der Tidenhub in der westlichen Ostsee nur zirka 30 cm, an der deutschen Nordseeküste um 2 bis 3 Meter. In den Ästuaren der tidebeeinflussten Flüsse, z. B. Elbe  und Weser, beträgt der Tidenhub aufgrund der Trichterwirkung bis über 4 Meter. Flutwelle wie Ebbetal wandern flussaufwärts, bis sie an der Tidengrenze auslaufen. Da die Tide der Unterelbe bis zur Tidengrenze etwa 6 Stunden braucht, ist z. B. in Geesthacht Flut, wenn in Cuxhaven Ebbe ist, und umgekehrt.
Höher als in den deutschen Küstengewässern ist der Tidenhub unter anderem bei Saint-Malo in Frankreich oder in der Severn-Mündung und im Bristolkanal zwischen Wales und England, er kann dort 12 Meter (in Sudbrook) erreichen. Besonders hohe Tidenhübe gibt es auch an der Ostküste Nordamerikas: Der wahrscheinlich größte Tidenhub der Erde findet sich an der Bay of Fundy in Kanada, zwischen den kanadischen Provinzen New Brunswick und Nova Scotia. Dort drängt sich die Tide des Atlantischen Ozeans in eine Bucht und bewirkt einen Tidenhub von bis zu 15 Metern; einen ähnlich hohen Wert erreicht der Südwesten der Ungava Bay in der kanadischen Arktis. Der maximale Wert für den Pazifischen Ozean wird im Penschinabusen des Ochotskischen Meeres mit knapp 13 Metern erreicht.

### Mensch
Ausbaumaßnahmen in Tideflüssen können zu einer Erhöhung des Tidenhubes führen. Eindeichung und der Bau von Sperrwerken verstärkt die Trichterwirkung. Ausbaggerung und Flussbegradigung führen zur Beschleunigung der Strömungen. Der örtliche Gipfel des Tidenhubs verschiebt sich flussaufwärts. Da die Strömungsbeschleunigung außer der Pendelbewegung des Tidestroms auch die Gesamtbewegung des Flusswassers in Richtung Meer betrifft, ist in der Regel die Absenkung des Niedrigwassers ausgeprägter als die Anhebung des Hochwassers. Die Ausbaumaßnahmen der Unterelbe in der zweiten Hälfte des 20. Jahrhunderts haben zu einer Erhöhung des mittleren Tidenhubes beim Pegel St. Pauli von 1,80 Meter vor dem Jahr 1840 auf über 3,60 Meter (1995) geführt.

## Nutzung
Der Tidenhub kann in Gezeitenkraftwerken zur Stromerzeugung genutzt werden. Dies geschieht beispielsweise seit über 40 Jahren im Gezeitenkraftwerk Rance in der Bretagne in Frankreich.